# Leslie Lockhart
Leslie Keith Lockhart, CB, CBE, MC&Bar (* 5. Juni 1897; † 27. März 1966) war ein britischer Offizier und zuletzt Generalmajor der British Army.

## Leben
Leslie Keith Lockhart absolvierte nach dem Schulbesuch eine Offiziersausbildung am Royal Military Academy Woolwich und wurde nach dem Abschluss am 28. Juli 1915 als Second Lieutenant in die Royal Field Artillery übernommen. Er nahm am Ersten Weltkrieg teil und erhielt für seine militärischen Verdienste und Tapferkeit 1916 das Military Cross (MC) sowie 1917 eine Spange (Bar) zum MC. In der Zwischenkriegszeit fand er zahlreiche Verwendungen als Offizier sowie Stabsoffizier und wurde 1922 Member des Order of the British Empire (MBE). Später war er zwischen 1933 und 1934 Absolvent des Staff College Camberley, an dem William Dimoline, John Eldridge und Ashton Wade zu seinen Jahrgangskameraden gehörten.
Zu Beginn des Zweiten Weltkrieges war Lockhart von 1939 bis 1940 als Erster Generalstabsoffizier (General Staff Officer 1) im Kriegsministerium (War Office) tätig und wechselte danach zwischen 1940 und 1942 als Oberst in den Generalstab des Britischen Armeestabes in Washington, D.C. (British Army Staff Washington). Im Anschluss fungierte er vom 30. Oktober 1942 bis 1943 im Kriegsministerium als stellvertretender Direktor für die Artillerie (Deputy Director of Royal Artillery, War Office) und erhielt in dieser Zeit am 4. September 1943 den kommissarischen Rang als Acting Brigadier. Im weiteren Kriegsverlauf wurde er 1944 erst Kommandeur einer in Nordwesteuropa eingesetzten Flugabwehrbrigade (Anti-Aircraft Brigade), 1945 stellvertretender Kommandeur der Flugabwehreinheiten der 21. Heeresgruppe (21st Army Group) sowie zuletzt am 26. Mai 1945 Kommandeur der 307. Infanteriebrigade (307th Infantry Brigade), die beide ebenfalls in Nordwesteuropa eingesetzt wurden.
Nach Kriegsende wurde Lockhart für seine Verdienste 1946 zum Commander des Order of the British Empire (CBE) ernannt und übernahm zwischen 1947 und 1950 den Posten als Kommandeur der 5. Flugabwehrgruppe (General Officer Commanding, 5th Anti-Aircraft Group). Er wurde 1949 auch zum Companion des Order of the Bath (CB) ernannt und wurde zuletzt als Major-General im Mai 1951 Nachfolger von Generalmajor Sir Hugh Stockwell als Kommandeur des Militärbezirks East Anglia (District Officer Commanding, East Anglian District), der aus der 54th (East Anglian) Division hervorgegangen war. Dieses Kommando hatte er bis zu seinem Eintritt in den Ruhestand im Dezember 1952 inne und wurde daraufhin von Generalmajor Roger Bower abgelöst.
Aus seiner 1928 geschlossenen Ehe gingen zwei Töchter hervor.